# Uhornîkî, Ivano-Frankivsk
Uhornîkî (în ucraineană Угорники) este o comună în orașul regional Ivano-Frankivsk, regiunea Ivano-Frankivsk, Ucraina, formată numai din satul de reședință.

## Demografie
Componența lingvistică a comunei Uhornîkî
     Ucraineană (99,19%)
     Alte limbi (0,77%)
Conform recensământului din 2001, majoritatea populației comunei Uhornîkî era vorbitoare de ucraineană (99,19%), existând în minoritate și vorbitori de alte limbi.